# امبیولا
امبیولا (به لاتین: Ambewela) یک منطقهٔ مسکونی در سری‌لانکا است که در استان مرکزی (سری‌لانکا) واقع شده‌است.